# Cindy Au
Cindy Au Sin-yee (cinese tradizionale: 歐倩怡; cinese semplificato: 欧倩怡; pinyin: Ōu Qiànyí; jyutping: Au1 Sin3 Ji4; Hong Kong, 16 dicembre 1979) è un'attrice e cantante cinese di Hong Kong, sebbene i suoi antenati abbiano origini di Foshan, Guangdong (Cina).

## Carriera
Cindy è famosa per interpretare molti dei maggiori ruoli di supporto nelle serie televisive nazionali, soprattutto sul canale televisivo TVB.
Originariamente, l'attrice fece il suo ingresso nel mondo dello spettacolo alla fine degli anni '90 come cantante, divenendo famosa per aver cantato la sigla cantonese dell'anime Chibi Maruko-chan.

## Vita privata
Il 22 luglio 2006, Cindy Au ha sposato l'attore Roger Kwok, di cui è più giovane di più di 15 anni, all'Hong Kong Disneyland. I due hanno un figlio, Brad, nato il 23 marzo 2008.

## Filmografia
- Face to Face (1999)
- Aiming High (1998)
- Journey to the West II (1998)
- The Vigilante in the Mask (2003)
- Back to Square One (2003)
- Lady Fan (2004)
- Misleading Track (2005)
- The Gentle Crackdown (2005)
- La Femme Desperado (2006)

## Discografia
- Get It Right (2001)